# Nyctemera leucospilota
Nyctemera leucospilota là một loài bướm đêm thuộc phân họ Arctiinae, họ Erebidae.